# Преселец
Преселец (болг. Преселец) — село в Болгарии. Находится в Тырговиштской области, входит в общину Тырговиште. Население составляет 344 человека (2022).

## Политическая ситуация
В местном кметстве Преселец, в состав которого входит Преселец, должность кмета (старосты) исполняет Себиле Хюсеинова Мехмедова (Движение за права и свободы (ДПС)) по результатам выборов правления кметства.
Кмет (мэр) общины Тырговиште — Красимир Митев Мирев (инициативный комитет) по результатам выборов в правление общины.